# Gołek białawy
Gołek białawy (Pseudorchis albida) – gatunek byliny z rodziny storczykowatych (Orchidaceae). Jeden z dwóch przedstawicieli rodzaju gołek (Pseudorchis). Występuje w znacznej części Europy oraz w północnej Azji. W Polsce wyłącznie w Karpatach, rzadko na Podkarpaciu, pojedynczo w Sudetach.

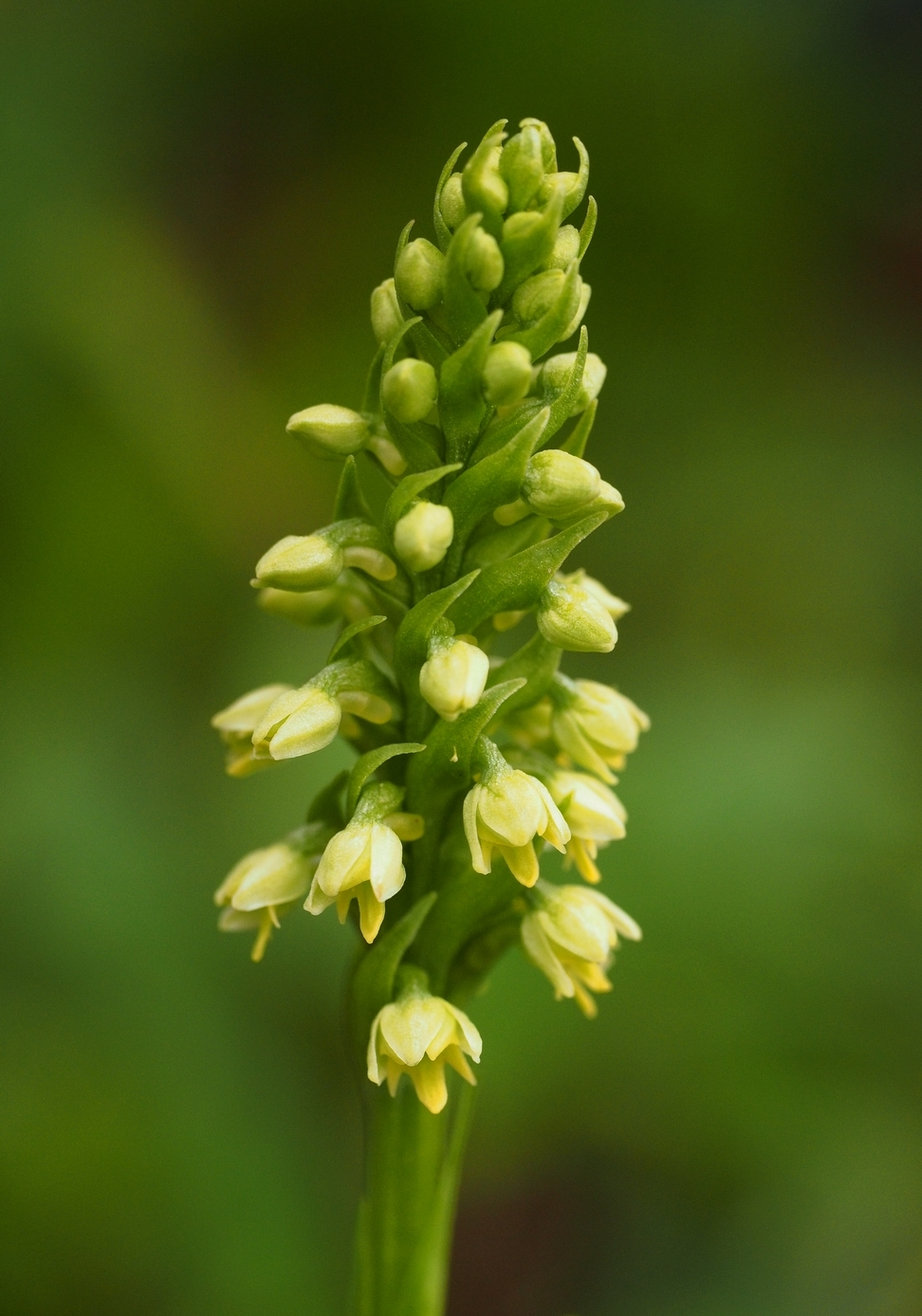
Kwiatostan

## Morfologia
ŁodygaWzniesiona, ulistniona, dość gruba, o wysokości do 30 cm.
LiścieW liczbie 3–5 na łodydze. Dolne jajowate, górne wąskie i obejmujące nasadą łodygę.
KwiatyNa szczycie łodygi, bezszypułkowe, wyrastające w kątach przysadek. Tworzą zbity, groniasty kwiatostan. Kwiaty drobne, białożółte o tępych działkach długości 3–5 mm. Warżka 3 klapowa z  ostrogą 2–3 razy krótszą od zalążni. Znamię słupka posiada dziobek 2 uszka obejmujące małe, okrągłe i nagie uczepki. Kwitnie od maja do sierpnia.
OwocZawierająca liczne i bardzo drobne nasiona  torebka o długości do 8 mm.
BulwaRozcięta na wąskie, wałeczkowate odcinki, z długimi korzeniami.

## Ekologia
Rośnie na naskalnych murawach i halach, zarówno na podłożu wapiennym, jak i bezwapiennym. W Tatrach występuje głównie w piętrze kosówki i turniowym, ale z rzadka można go spotkać w reglach. Geofit. W klasyfikacji zbiorowisk roślinnych gatunek charakterystyczny dla All. Nardion.

## Zagrożenia i ochrona
W Polsce gatunek objęty ścisłą ochroną gatunkową. Umieszczony na polskiej czerwonej liście w kategorii NT (bliski zagrożenia).